# Parc Nacional de Matsalu
Parc Nacional de Matsalu (anteriorment Reserva Natural de Matsalu, estonià: Matsalu rahvuspark, sovint només Matsalu) és una reserva natural i parc nacional situat als comtats de Lääne i Pärnu d’Estònia. El parc nacional de Matsalu abasta una àrea de 486,1 km², que inclou la badia de Matsalu, el delta del riu Kasari, el poble de Matsalu i les zones circumdants.
La badia de Matsalu és una de les zones humides d'ocells més importants d'Europa, a causa de la seva posició privilegiada a la ruta migratòria de l'Atlàntic Est. Un gran nombre d'ocells migratoris utilitzen Matsalu com a àrea de descans. Cada primavera més de dos milions d'aus aquàtiques passen per Matsalu, dels quals al voltant d'1,6 milions són ànecs de cua llarga.
El parc nacional de Matsalu és la llar d'una sèrie d'espècies en perill d'extinció, moltes de les quals figuren a la Llista Vermella de la UICN d'Estònia, inclos el Pigarg cuablanc de la categoria de conservació més alta, moltes espècies d'ocells de la segona i tercera categories de protecció, 22 espècies de plantes fortament protegides, el Gripau corredor i deu espècies de la segona categoria de conservació.

## Descripció

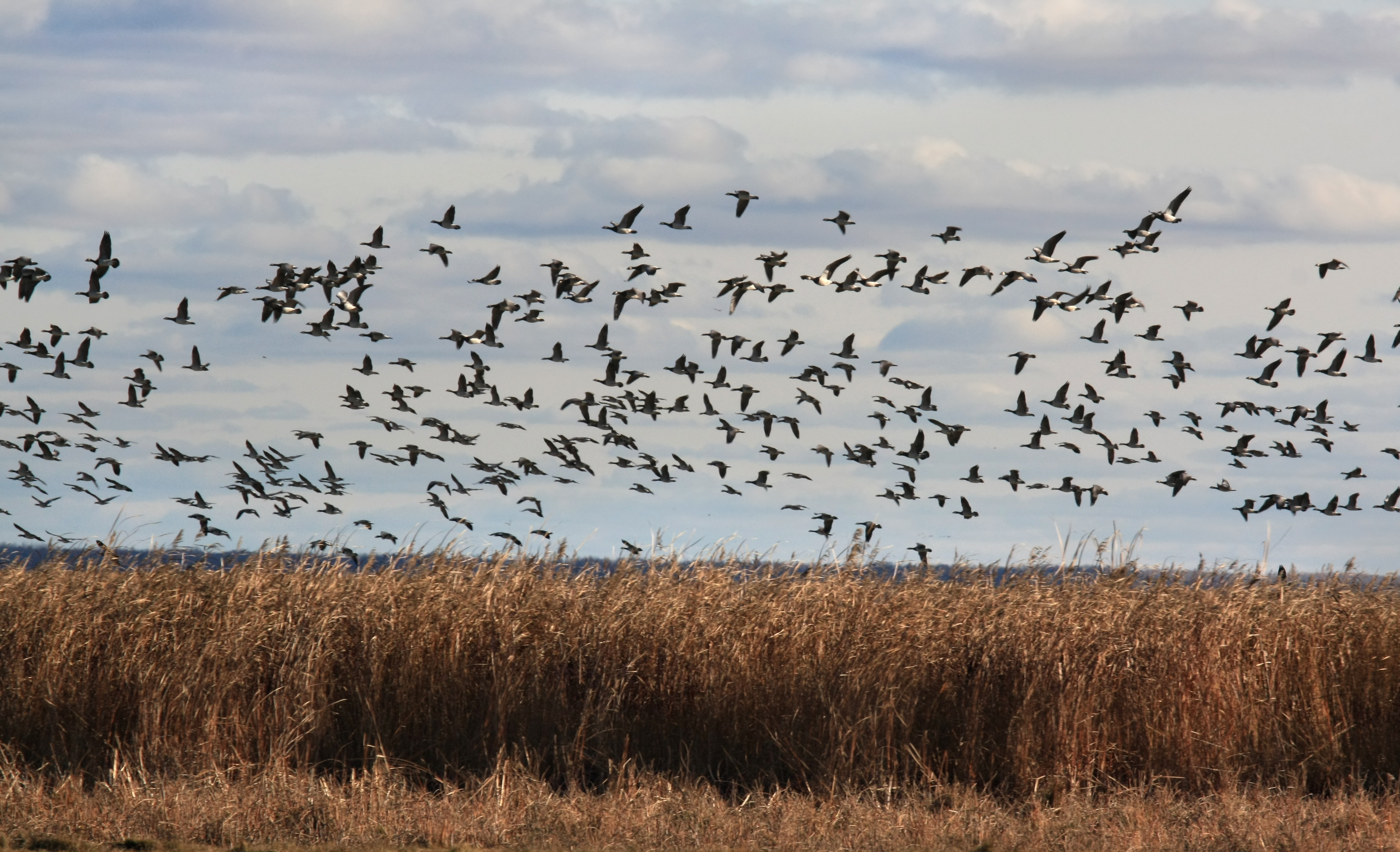
Canyissar i perceb a la costa Reserva Natural de Matsalu.

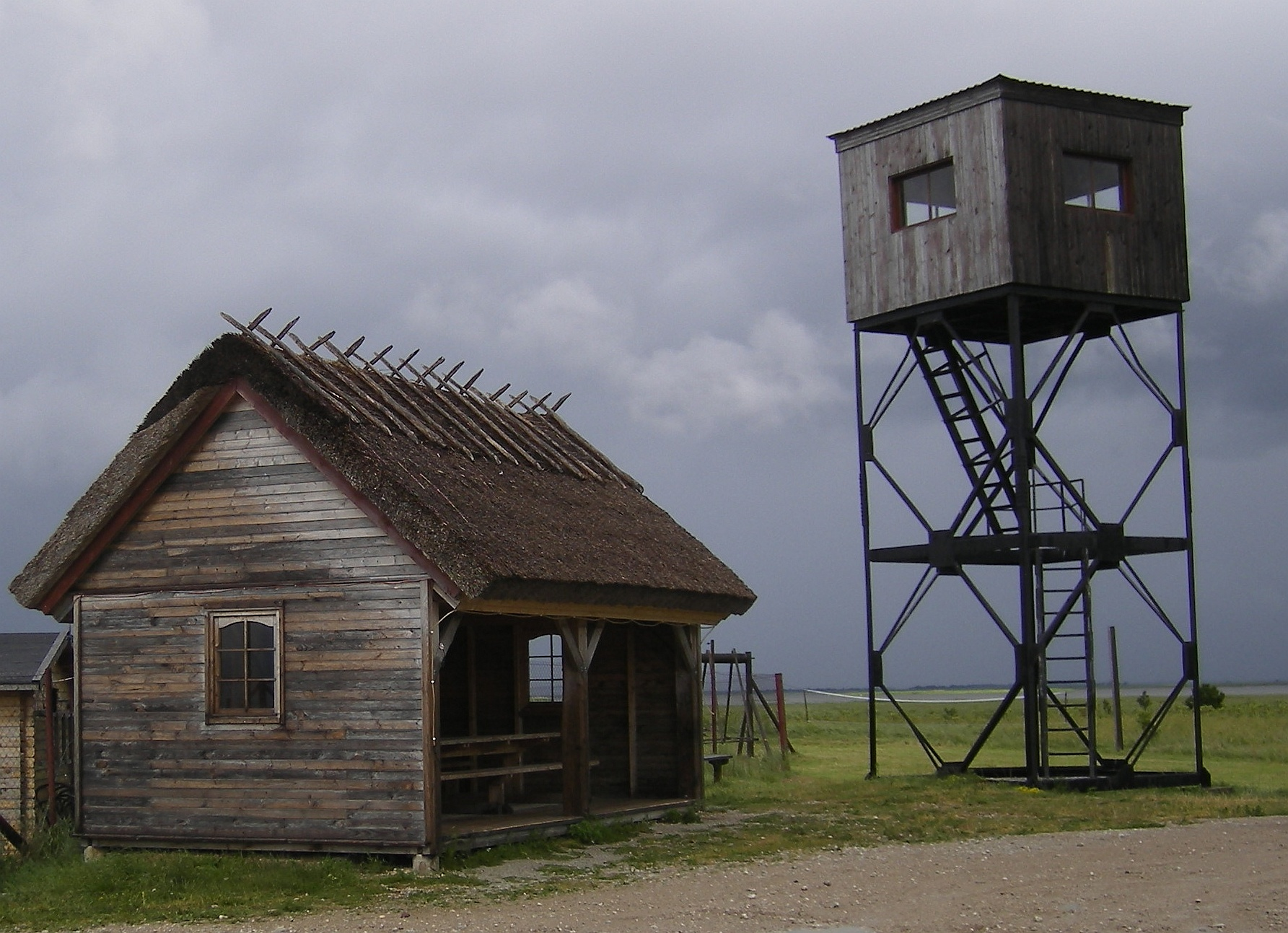
Torre d'observació d'ocells Keemu

El parc nacional de Matsalu cobreix una superfície total de 486,1 km², que abasta la badia de Matsalu juntament amb el delta del riu Kasari i els seus voltants: planes inundables, prats costaners, canyissars, boscos, prats boscosos i la secció de Väinameri al voltant de la desembocadura de la badia, que inclou més de 50 illes.  224,3 km² de l'espai protegit és terrestre i 261,8 km² és aquàtic. La badia de Matsalu és poc profunda, salobre i rica en nutrients. La badia fa  18 km de llarg i 6 km d'ample, però té una profunditat mitjana de només 1,5 m i una profunditat màxima de 3,5 m. La salinitat de l'aigua és d'aproximadament 0,7 per mil. La longitud de la costa de la badia és d'uns 165 km. El litoral de la badia no té marges alts i està poblat principalment amb ribes de teules, amb canyes fangosos i coberts de vegetació a la part més interior i protegida de la badia.

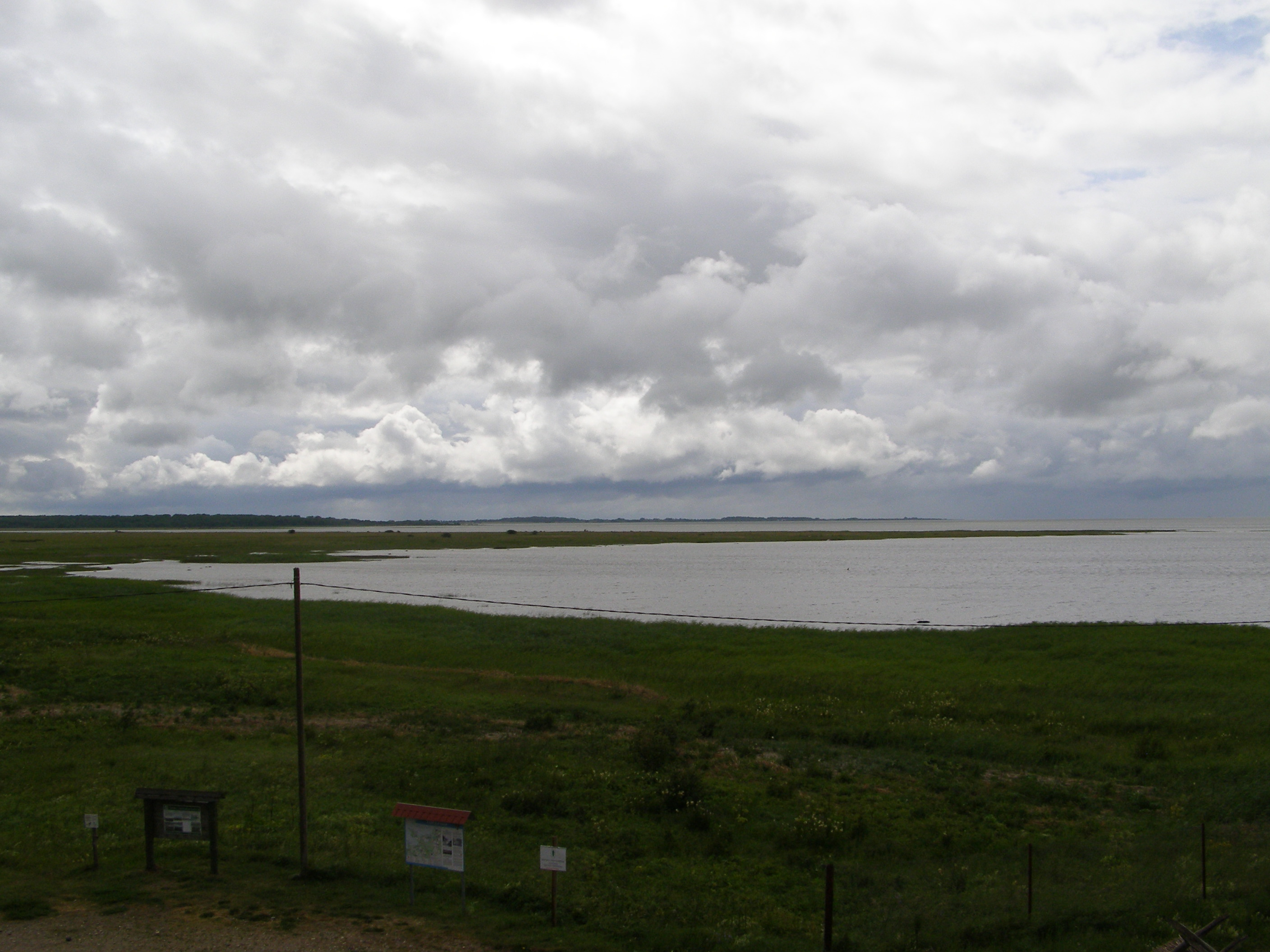
Vista de la badia de Matsalu des de la torre d'observació d'ocells de Keemu

El riu Kasari és el més gran dels diversos rius que desemboquen a la badia de Matsalu. El delta del riu Kasari no es troba en el seu estat natural a causa del dragatge entre 1930 i 1960; el prat al·luvial del delta (40 km²), la majoria dels quals es gestiona activament, és un dels prats humits oberts més grans d'Europa. Els joncs que envolten el canal principal s'expandeixen cap a l'oest fins a 100 m cada any. L'entrada anual a la badia de Matsalu des del riu Kasari supera el volum de la badia mateixa aproximadament vuit vegades; La variació estacional mitjana del riu Kasari supera l'1,7 m. Els rius transporten grans quantitats de sediments rics en nutrients a la badia des de més de 3500 km² de la Conca hidrogràfica. Els sediments es dipositen als estuaris dels rius, permetent l'expansió dels canyissars.
A Matsalu s'han registrat un total de 282 espècies d'ocells, entre les quals 175 nidifiquen i 33 són aquàtiques transmigrants. 49 espècies de peixos i 47 espècies de mamífers estan registrades a l'àrea de la reserva natural, juntament amb 772 espècies de plantes vasculars.
Cada primavera, més de dos milions d'aus aquàtiques passen per Matsalu, entre els quals hi ha entre 10.000 i 20.000 cignes de Bewick, 10.000 morells bruixots, morells d'ulls grocs, Morell de plomall, Bec de serra gros i molts altres. Una colònia de fins a 20.000 oques de galta blanca, més de 10.000 oques comunes i milers de ocells limícoles s'aturen a les pastures costaneres a la primavera. Els ocells de pas més nombrosos (al voltant d'1,6 milions) són els ànecs glacials. Aproximadament entre 35.000 i 40.000 ànecs s'alimenten als canyissars a la primavera. A la tardor, unes 300.000 aus aquàtiques migratòries passen per Matsalu. L'aiguamoll és el lloc d'aturada de grues europees de tardor més gran d'Europa. El nombre més alt de grues registrades al parc ha estat de 23.000.

## Història

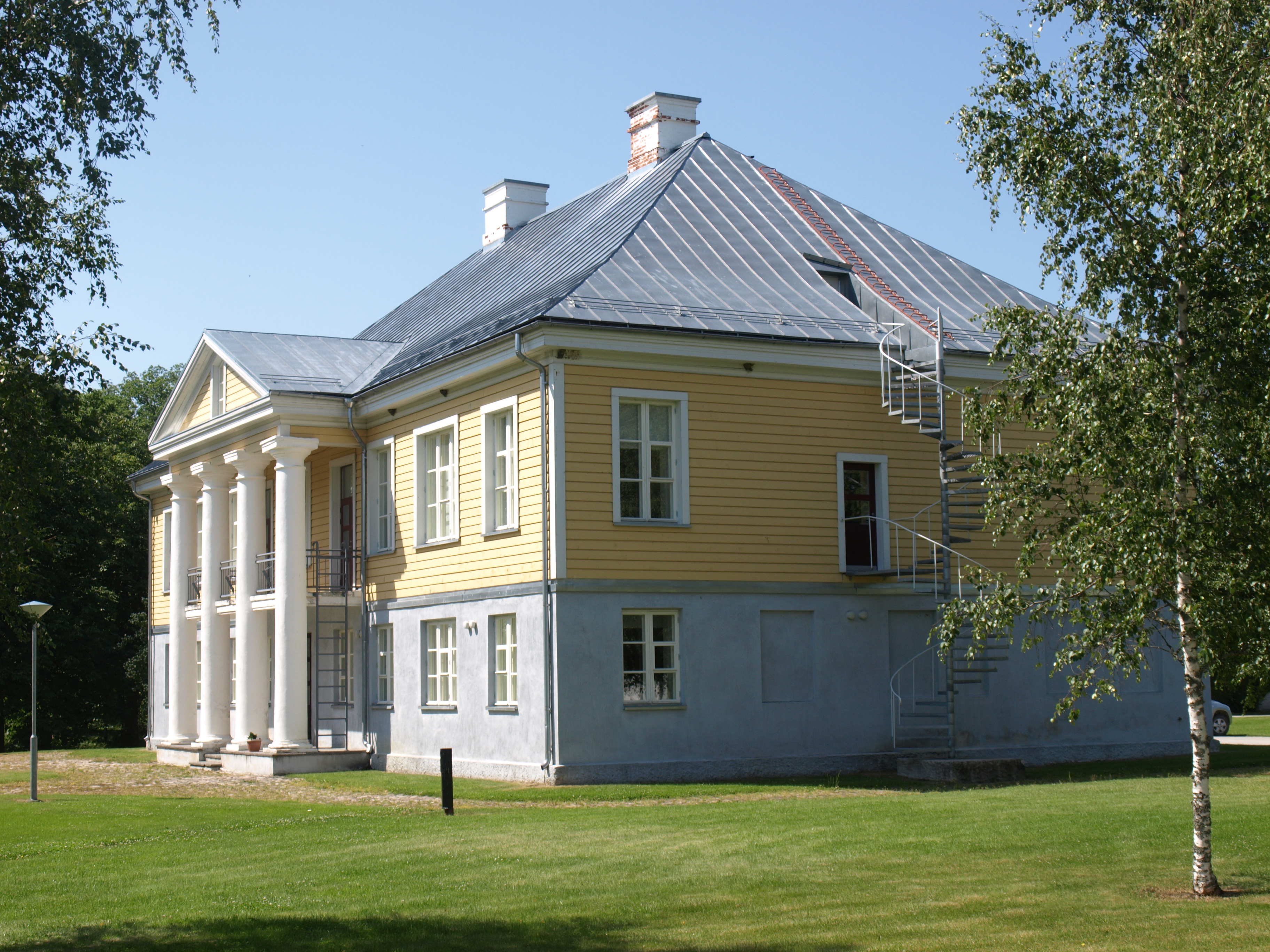
Penijõe Manor, oficina regional del Centre Estatal de Conservació de la Natura i el centre del Parc Nacional de Matsalu

La investigació científica a Matsalu va començar al voltant de 1870, quan Valerian Russow, el conservador del Museu d'Història Natural de la Universitat de Tartu, va donar una breu visió general dels ocells prop de la badia de Matsalu. Entre 1928 i 1936, Eerik Kumari va investigar els ocells a Matsalu i va suggerir la creació de l'àrea de protecció d'aus allà el 1936. El 1939, parts de la badia (Virtsu-Puhtu) van ser protegides pel fang utilitzat als banys de fang.
La investigació a Matsalu es va fer regular el 1945, quan l'Institut de Botànica i Zoologia de l’Acadèmia de Ciències d'Estònia va establir una base de recerca a Penijõe. La Reserva Natural de Matsalu es va fundar l'any 1957, principalment per protegir les aus nidificants, la muda i les aus migratòries. Els primers treballadors permanents (administradors i científics) van començar el 1958 i la base de recerca de Penijõe es va convertir en el centre administratiu de la reserva natural de nova creació. El Centre d'anellament d'ocells d'Estònia (estonià: Rõngastuskeskus), el coordinador de l'anellament d'ocells a Estònia, també es troba a Penijõe.

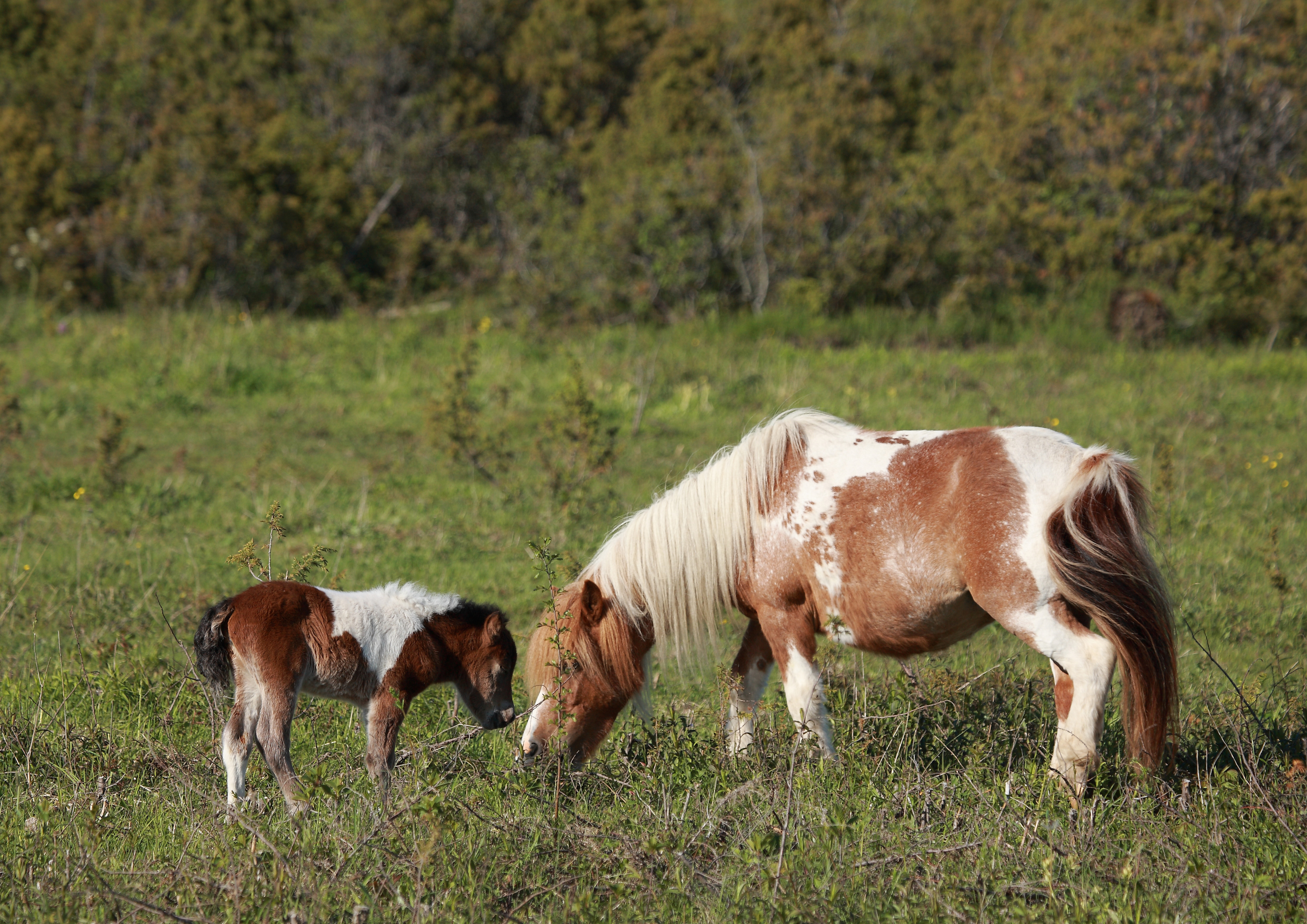
Cavalls a Matsalu

L'any 1976, Matsalu va ser inclòs a la llista de zones humides d'importància internacional en virtut de la Convenció Internacional sobre la Protecció de les Zones Humides (Convenció de Ramsar). El Diploma Europeu d'Espais Protegits va ser atorgat a la Reserva Natural de Matsalu l'any 2003 pel Consell d'Europa, en reconeixement a l'èxit del parc en la preservació de la diversitat d'hàbitats i de les nombroses espècies d'aus i altres grups de biota a la reserva natural. Matsalu és l'única reserva natural d'Estònia que té el Diploma Europeu. El diploma es va prorrogar per cinc anys el 2008.
L'any 2004, la Reserva Natural de Matsalu, juntament amb els seus voltants, es va convertir en el Parc Nacional de Matsalu. Matsalu té set torres d'observació d'ocells (Penijõe, Kloostri, Haeska, Suitsu, Jugasaare, Küdeva i Keemu) i tres rutes de senderisme.

## Festival Internacional de Cinema de Natura de Matsalu

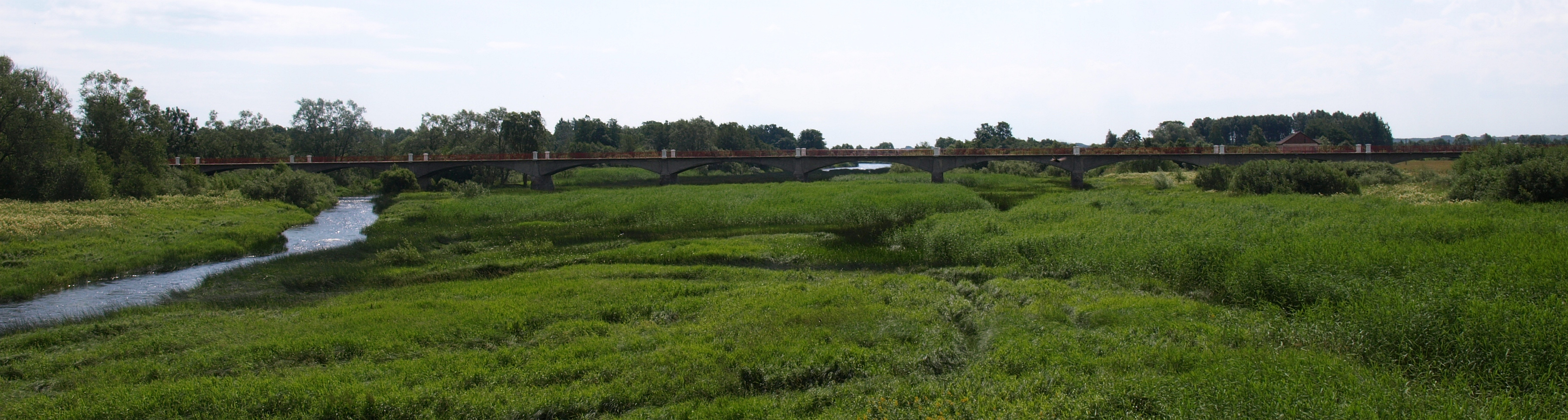
Antic pont de formigó sobre el riu Kasari, a la vora més oriental del parc nacional de Matsalu. Construït l'any 1904, era el pont de formigó més llarg del món en aquella època (308 m) i ara només s'utilitza per al trànsit de vianants.

Matsalu International Nature Film Festival (estonià: Matsalu loodusfilmide festival) se celebra cada tardor a la propera ciutat de Lihula. El festival està organitzat per l'organització sense ànim de lucre MTÜ Matsalu Loodusfilmide Festival, que es va crear a finals de 2003. El febrer de 2010, MTÜ Matsalu Loodusfilmide Festival es va associar amb el Centre de Gestió Forestal Estatal d'Estònia (RMK) i organitzarà conjuntament els festivals de cinema en el futur.
El primer Matsalu Nature Film Festival es va celebrar entre el 3 i el 5 d'octubre de 2003 a Lihula amb un programa competitiu de 23 pel·lícules de 7 països. Més de 2.500 persones van visitar el festival aquell any. El segon festival es va celebrar entre el 23 de setembre i el 25 de setembre de 2004, amb participants de 14 països, un programa competitiu de 35 pel·lícules i uns 5.000 visitants. El tercer festival va tenir lloc entre el 22 i el 25 de setembre de 2005, amb un programa competitiu de 39 pel·lícules de 16 països i més de 7.000 visitants. El quart festival, celebrat entre el 21 i el 24 de setembre de 2006, va comptar amb 21 països participants i 41 pel·lícules en competició. El cinquè Matsalu Nature Film Festival es va celebrar entre el 19 i el 23 de setembre de 2007 i va comptar amb més de 7.000 visitants. Els organitzadors admeten que, com que el festival se celebra en una reserva natural, no pot créixer molt més en un poble petit i, per tant, preveuen portar al festival documentals de natura majoritàriament europeus, sense oblidar alhora els temes humans.
El 2007, els organitzadors del Matsalu International Nature Film Festival van rebre el Premi Ambiental de l'Any del Ministeri de Medi Ambient d'Estònia. El ministeri va assenyalar l'organització persistent i exitosa del festival de cinema al llarg dels anys, que ha popularitzat la protecció de la natura i ha contribuït significativament a la conscienciació mediambiental.

## Galeria

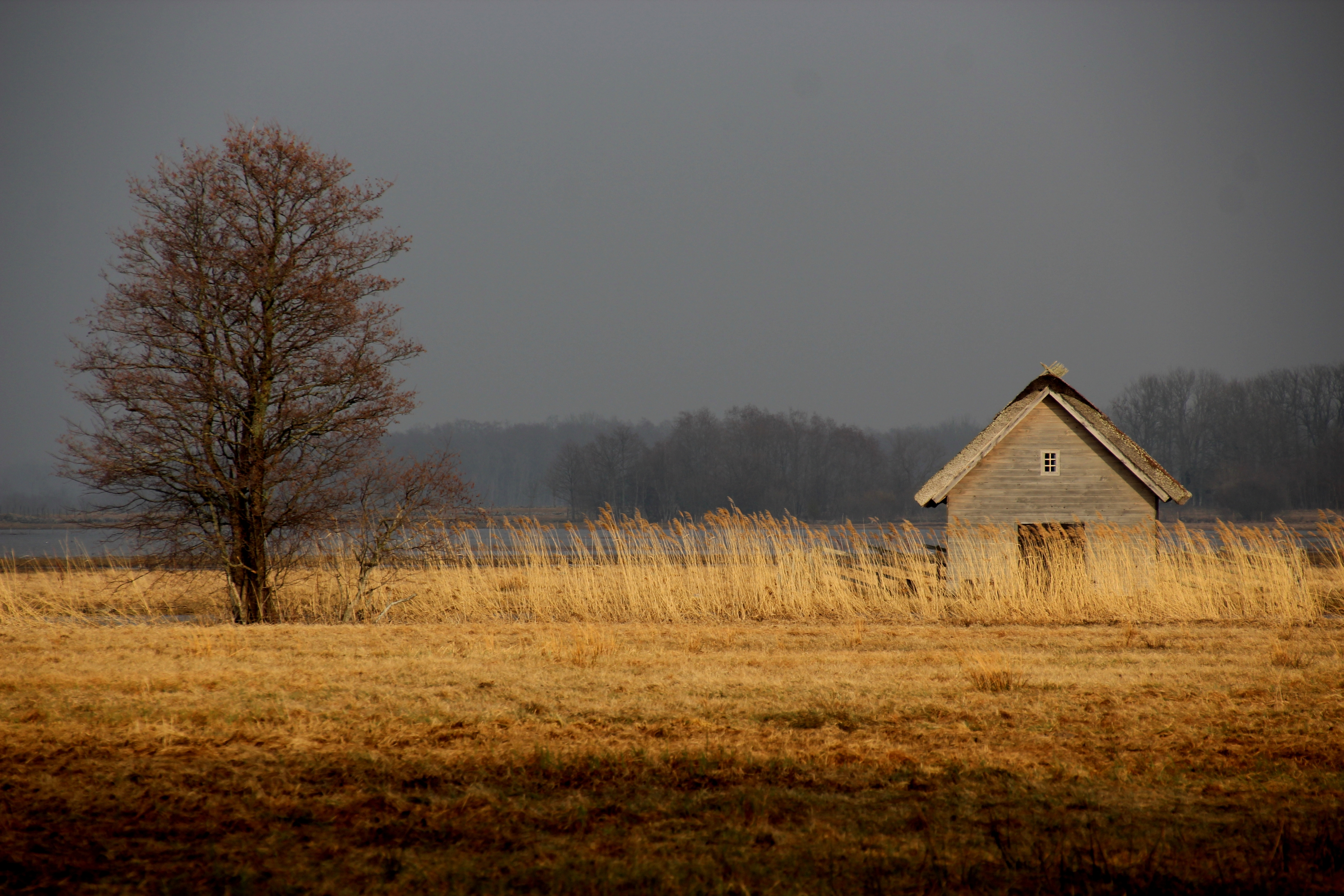
Prat de Suitsu
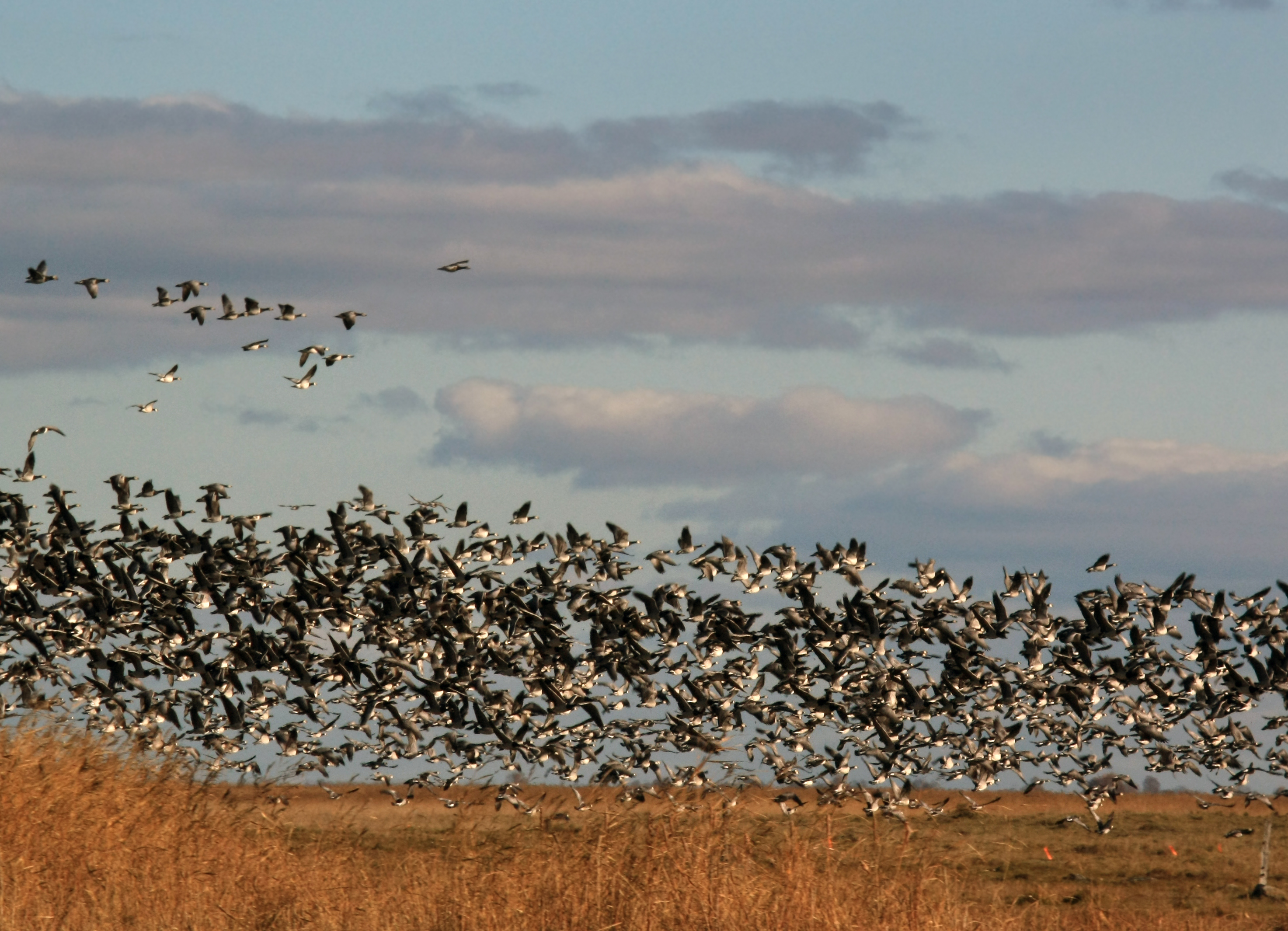
Un ramat d’oques percebes
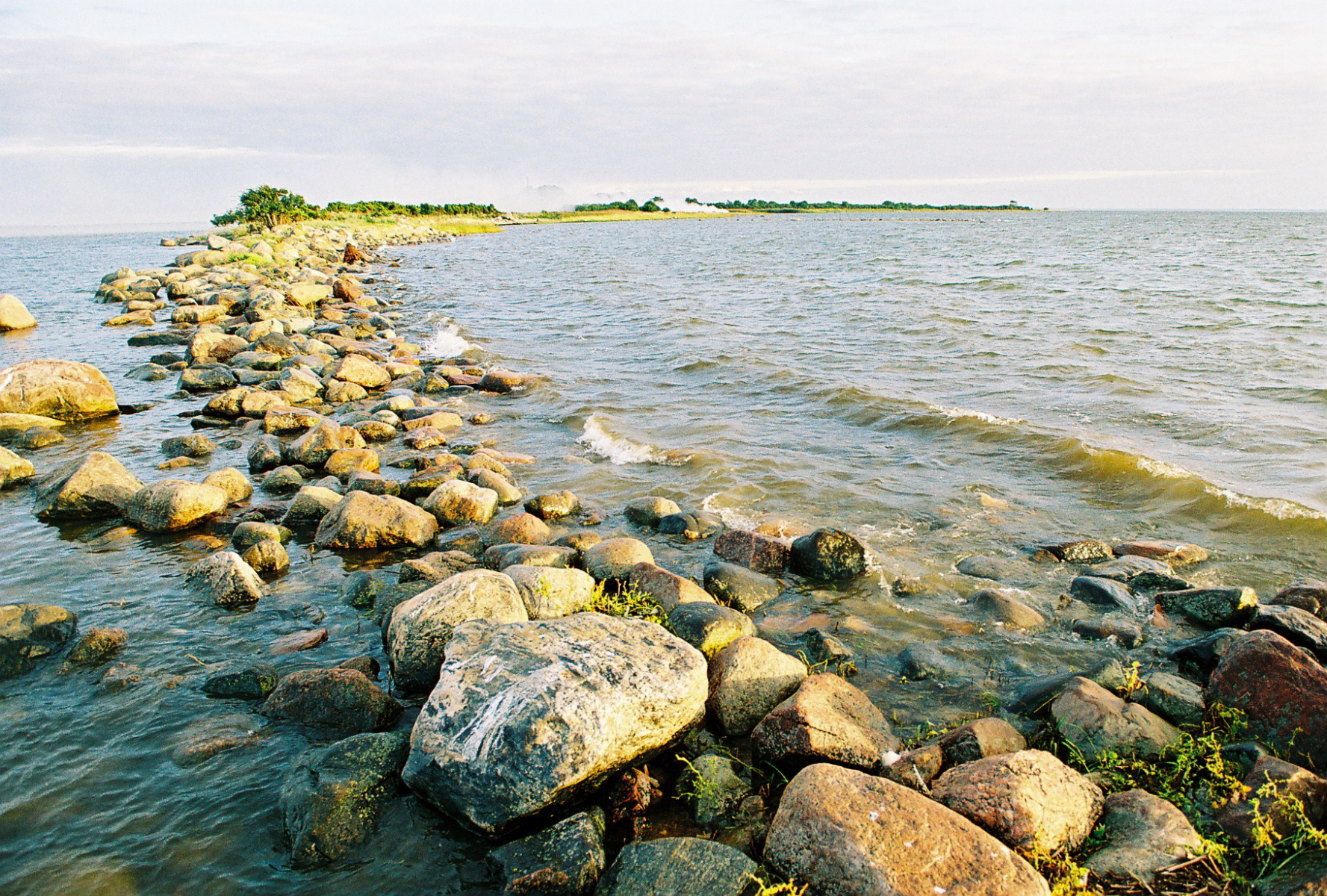
Kumari
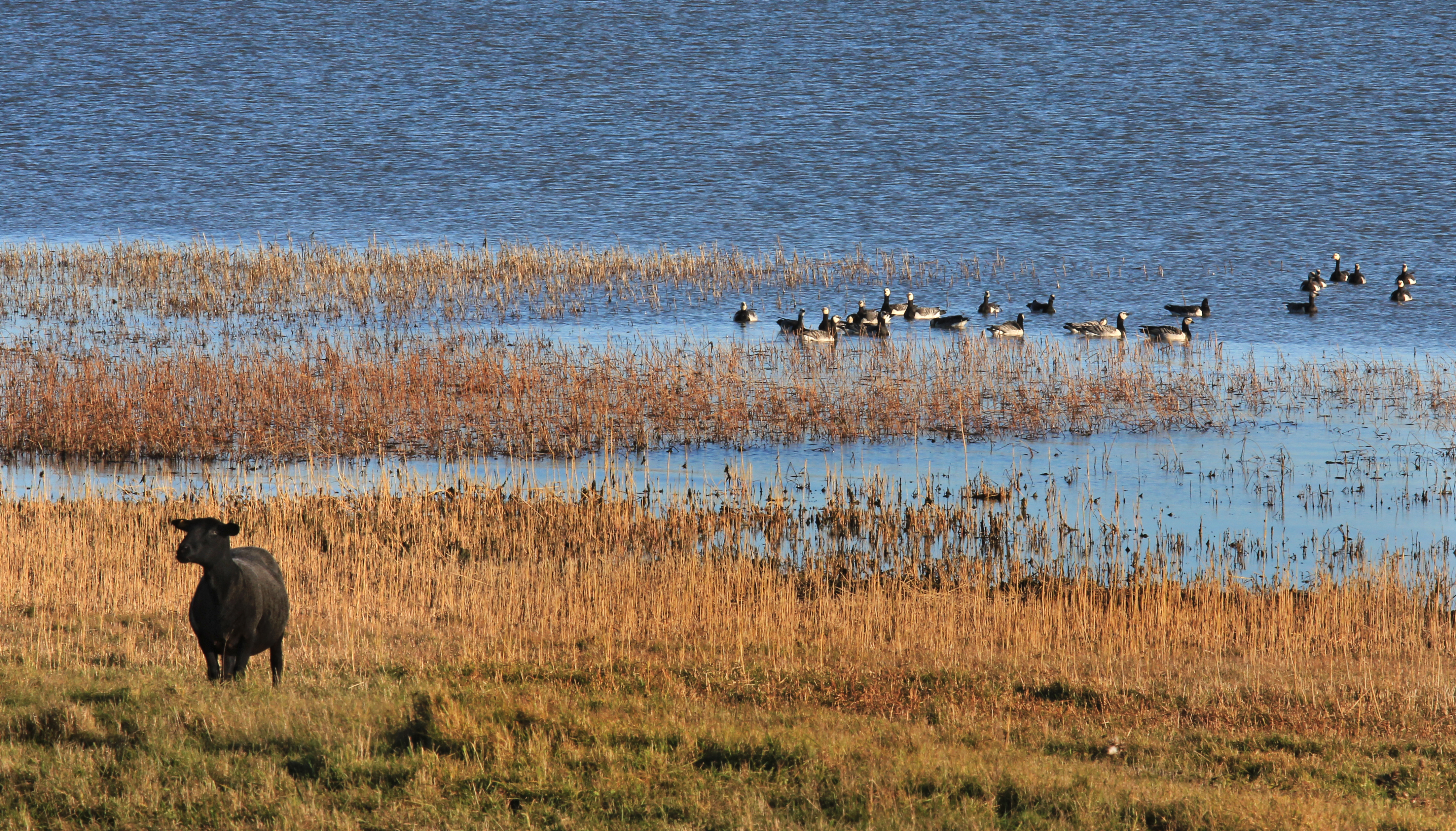
Costa a la península de Puise
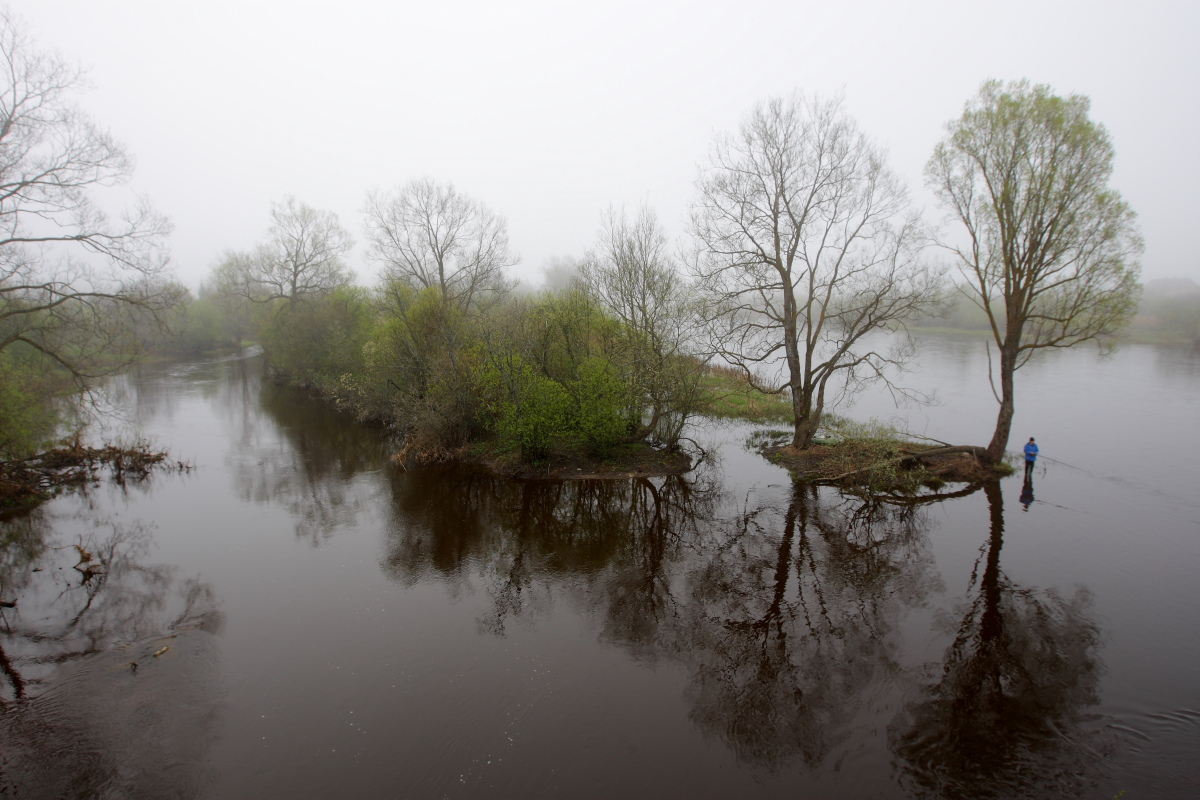
Riu de primavera al riu Kasari
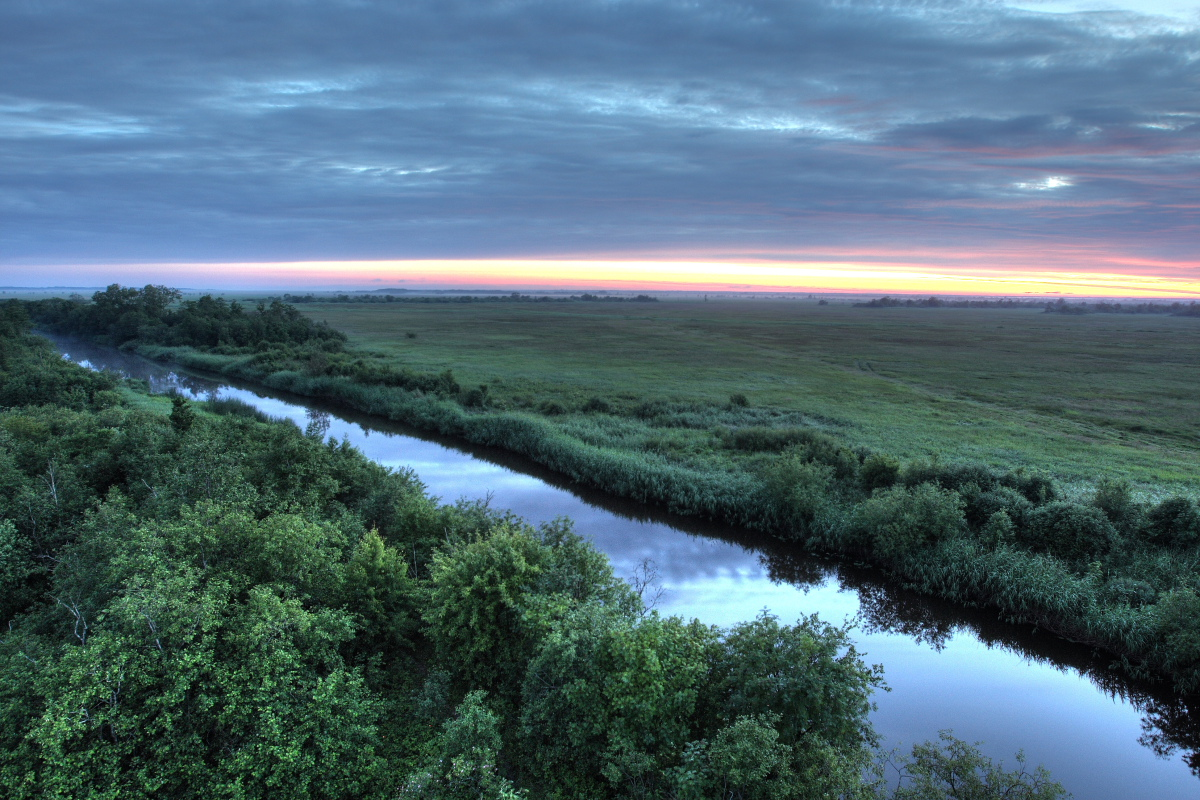
Riu Kasari
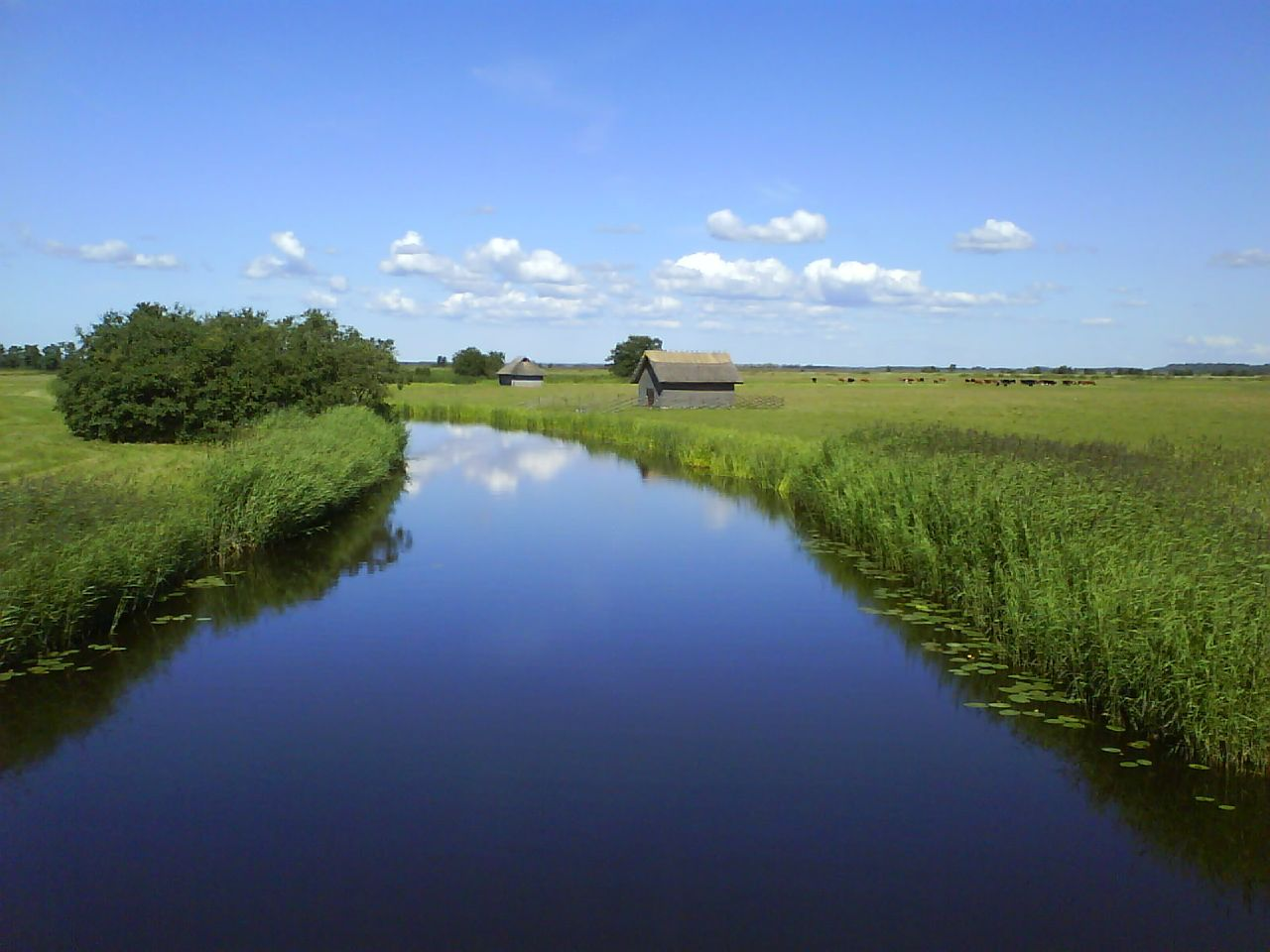
Cabanes de pescadors al costat del riu Suitsu al parc nacional de Matsalu
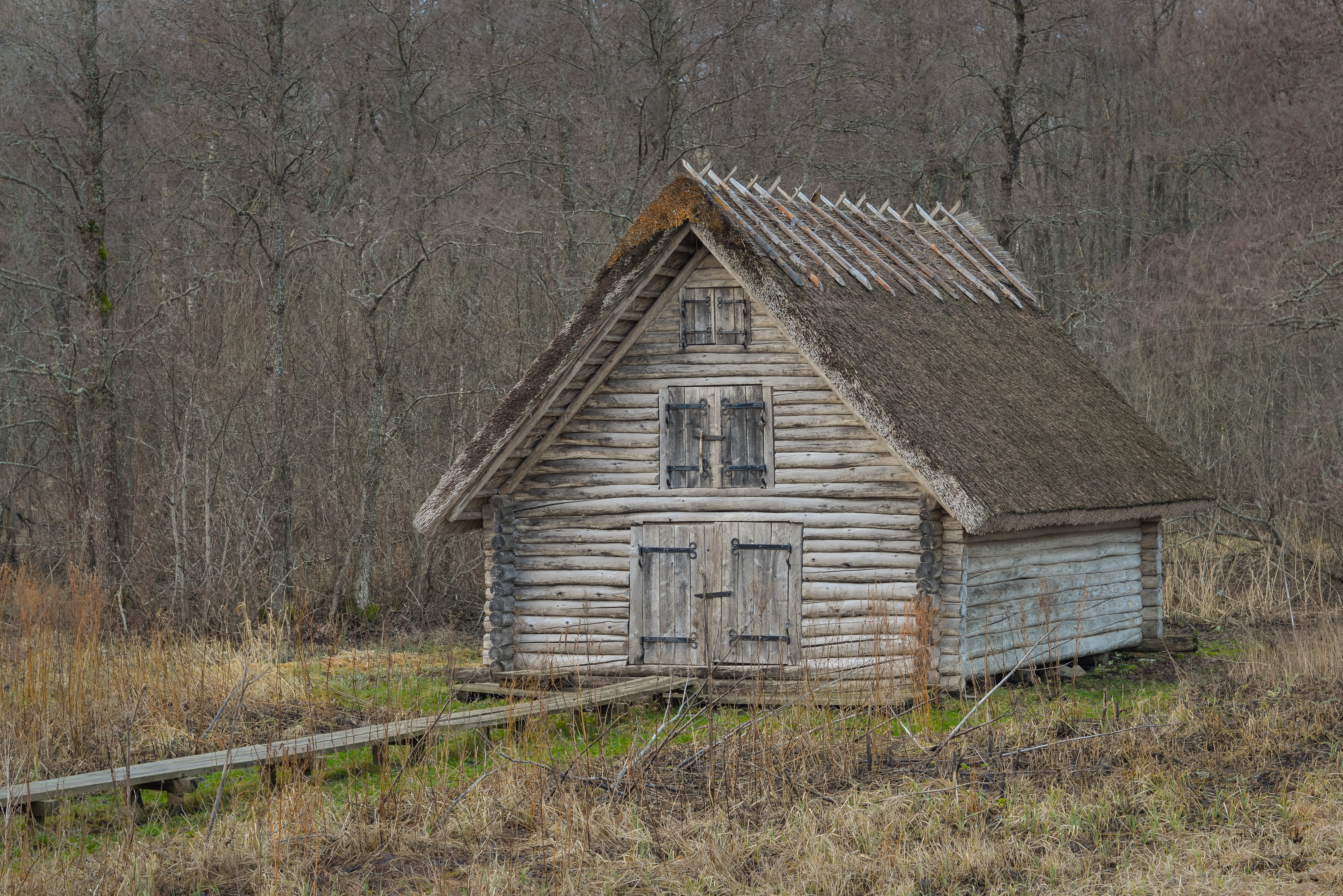
Antic graner de fenc al final de la ruta de senderisme de Suitsu
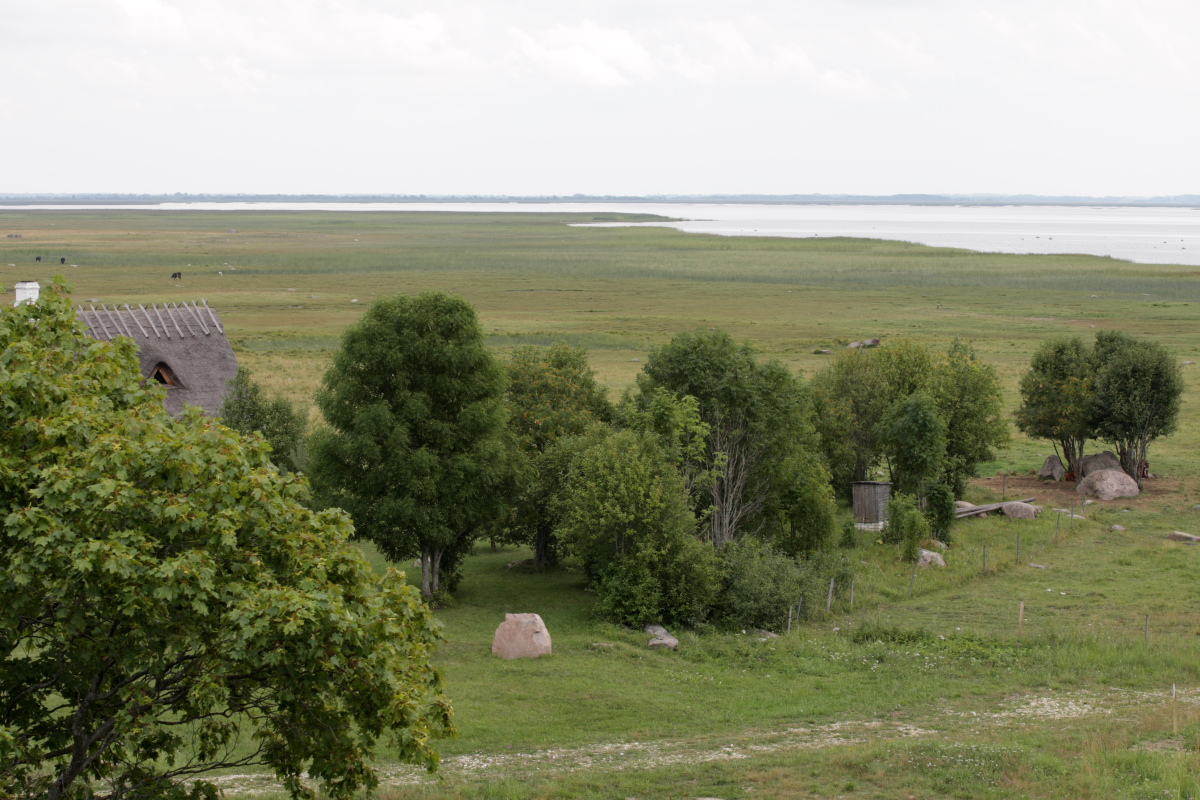
La costa vista des del poble de Haeska
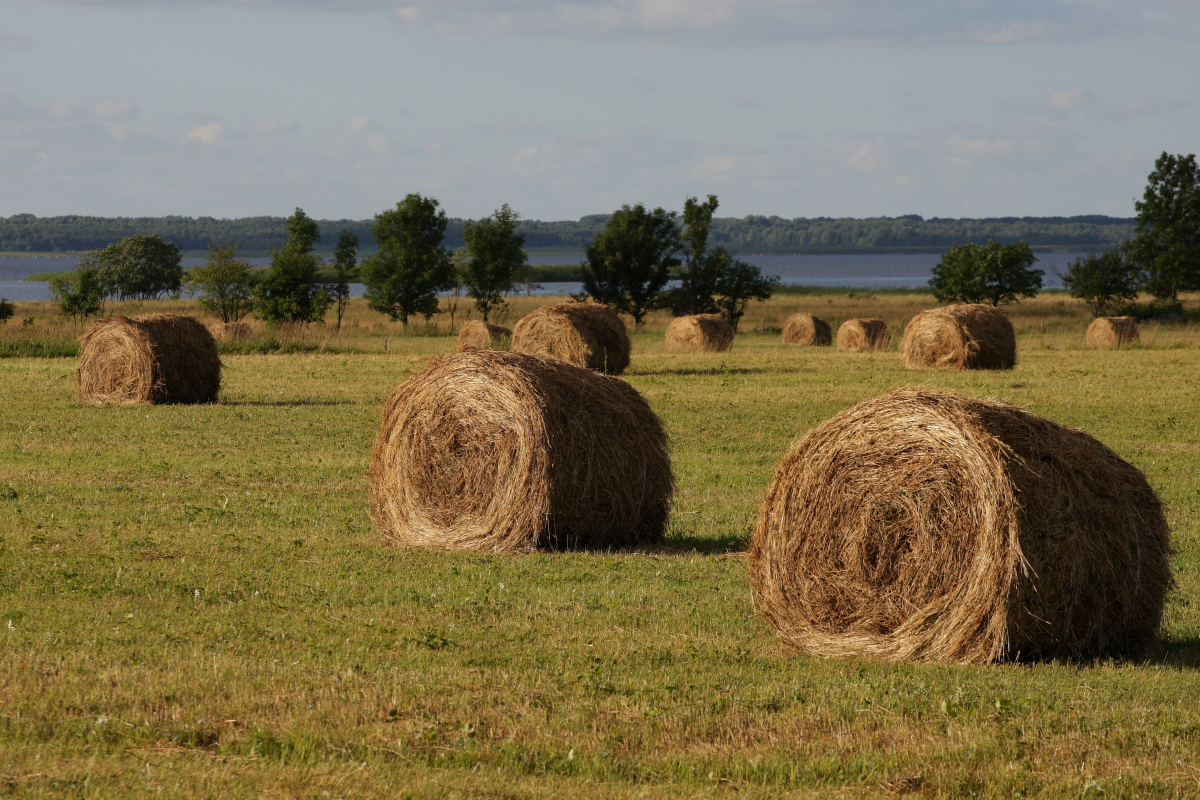
Fiança de fenc a la península de Puhtulaid
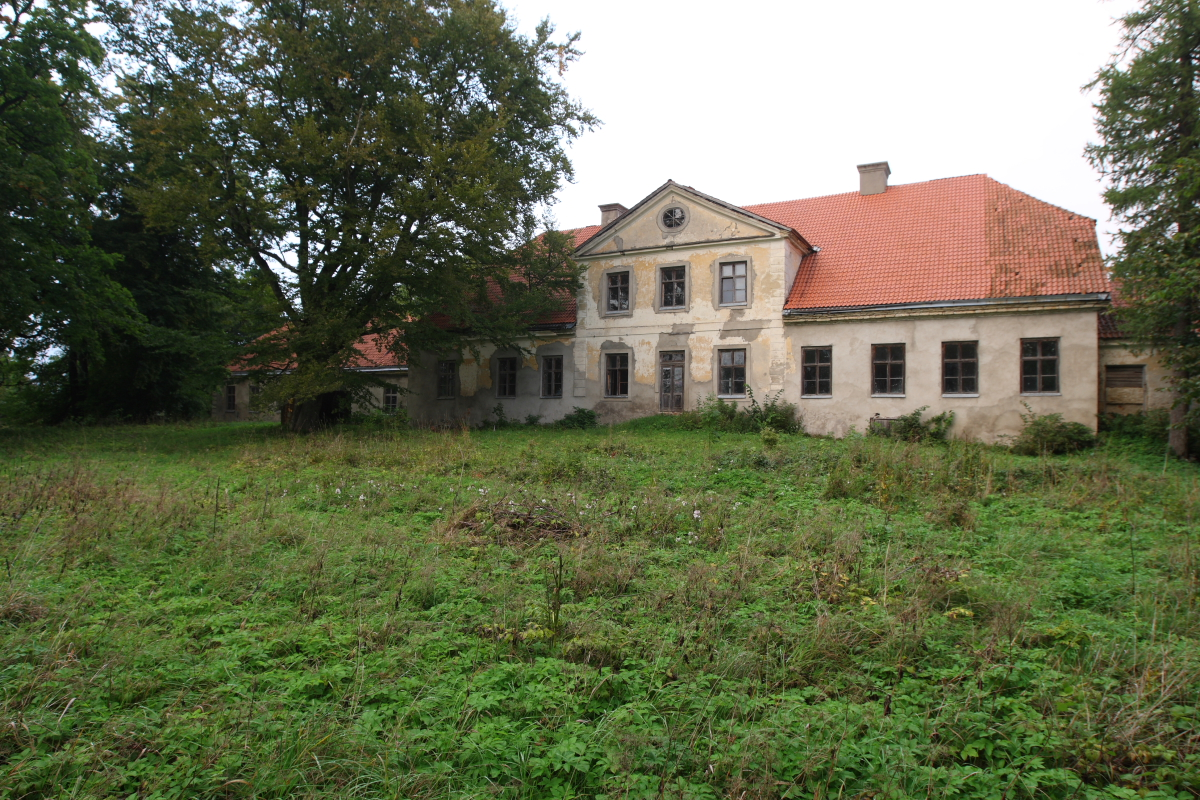
L'antiga casa pairal de Matsalu al poble de Matsalu
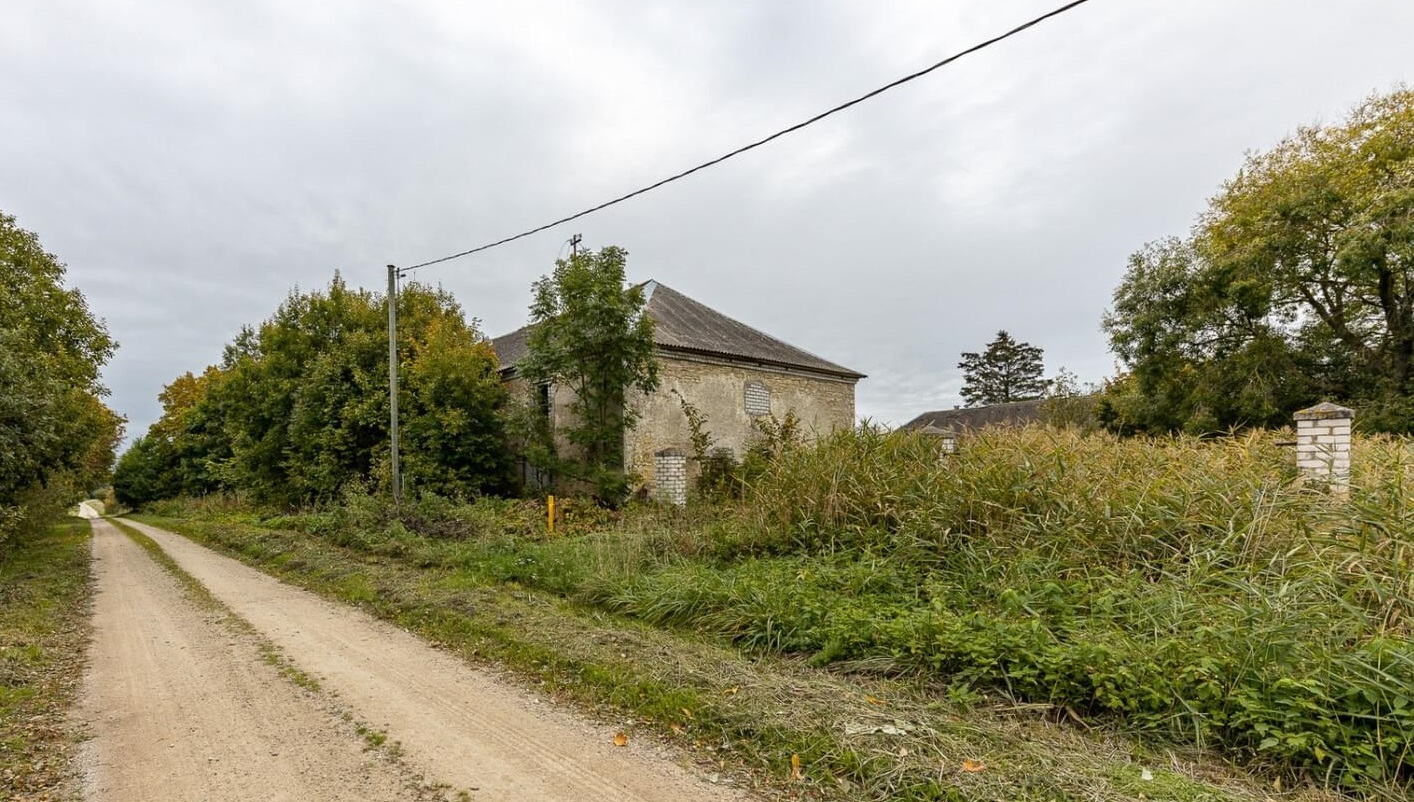
Destil·leria de vodka abandonada del segle xix a prop de la casa pairal
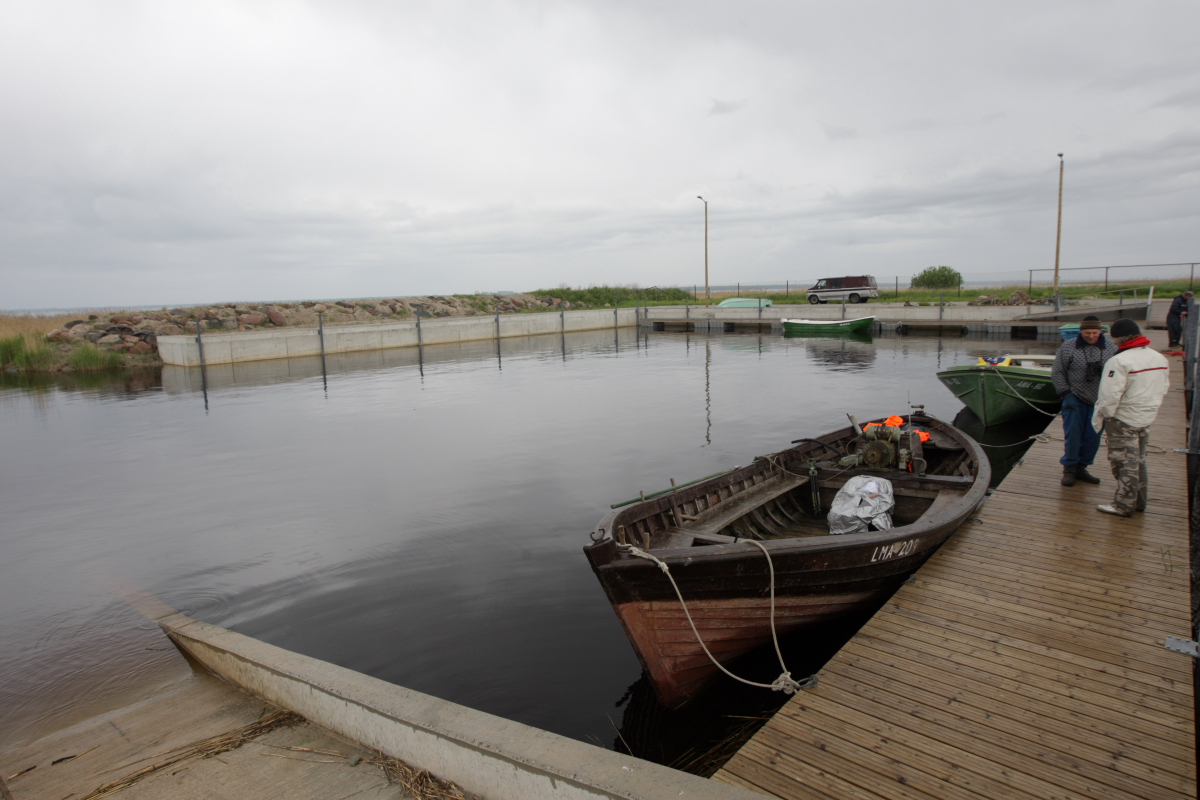
El petit port de Keemu
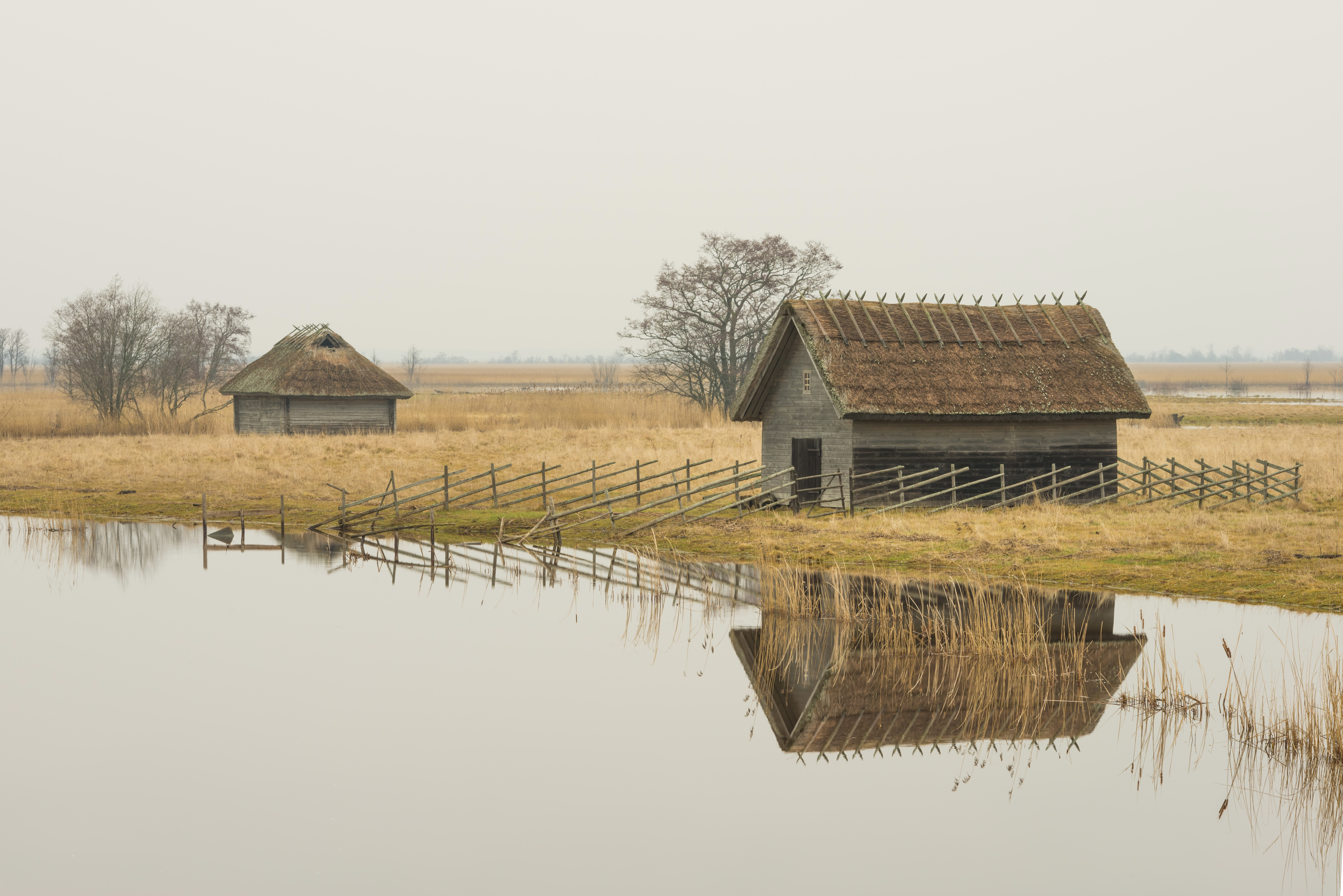
Xarxa i barraques de pesca al riu Tuudi
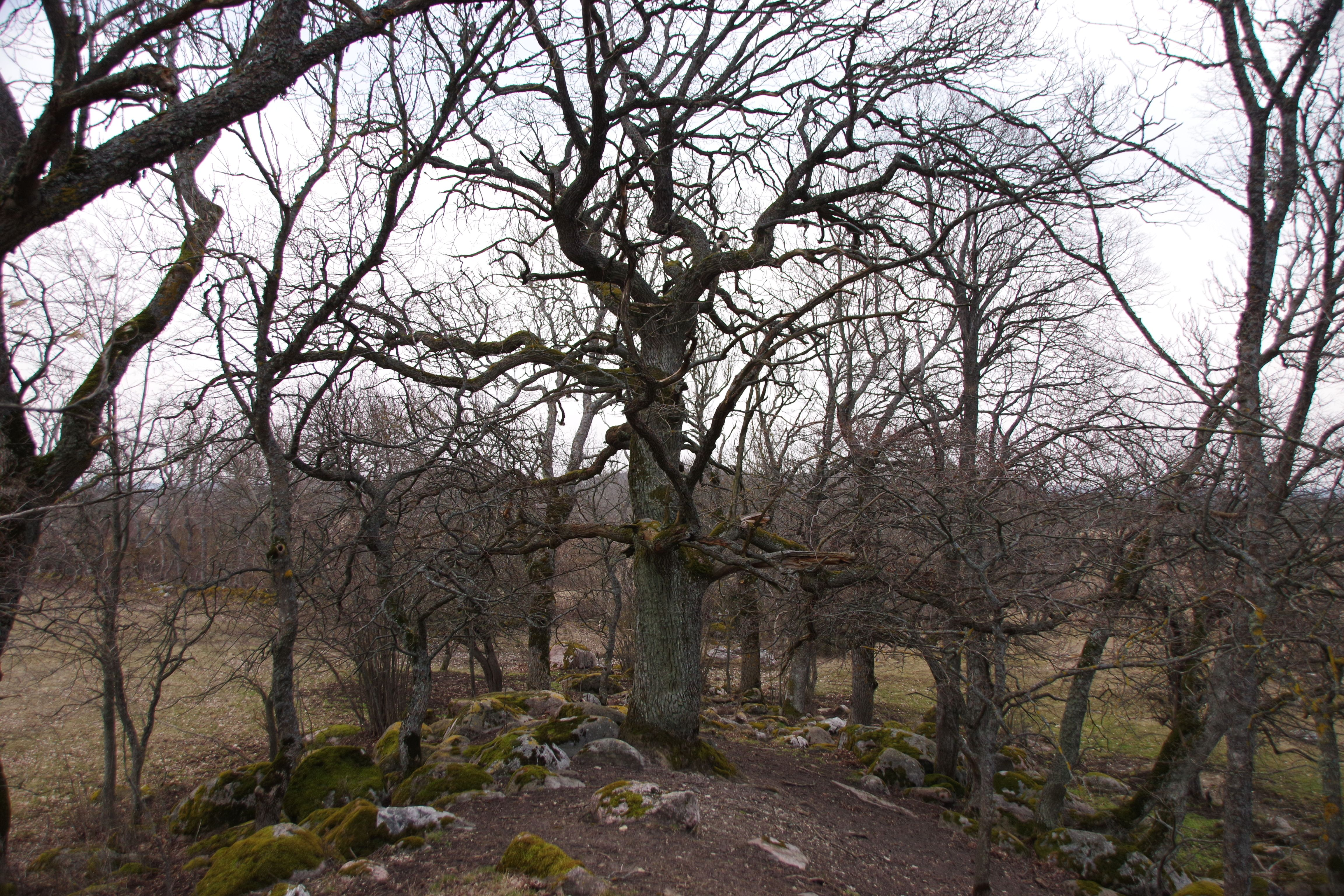
Porimägi